# Jüdischer Friedhof (Telšiai)
Koordinaten: 55° 59′ 21″ N, 22° 14′ 57,6″ O

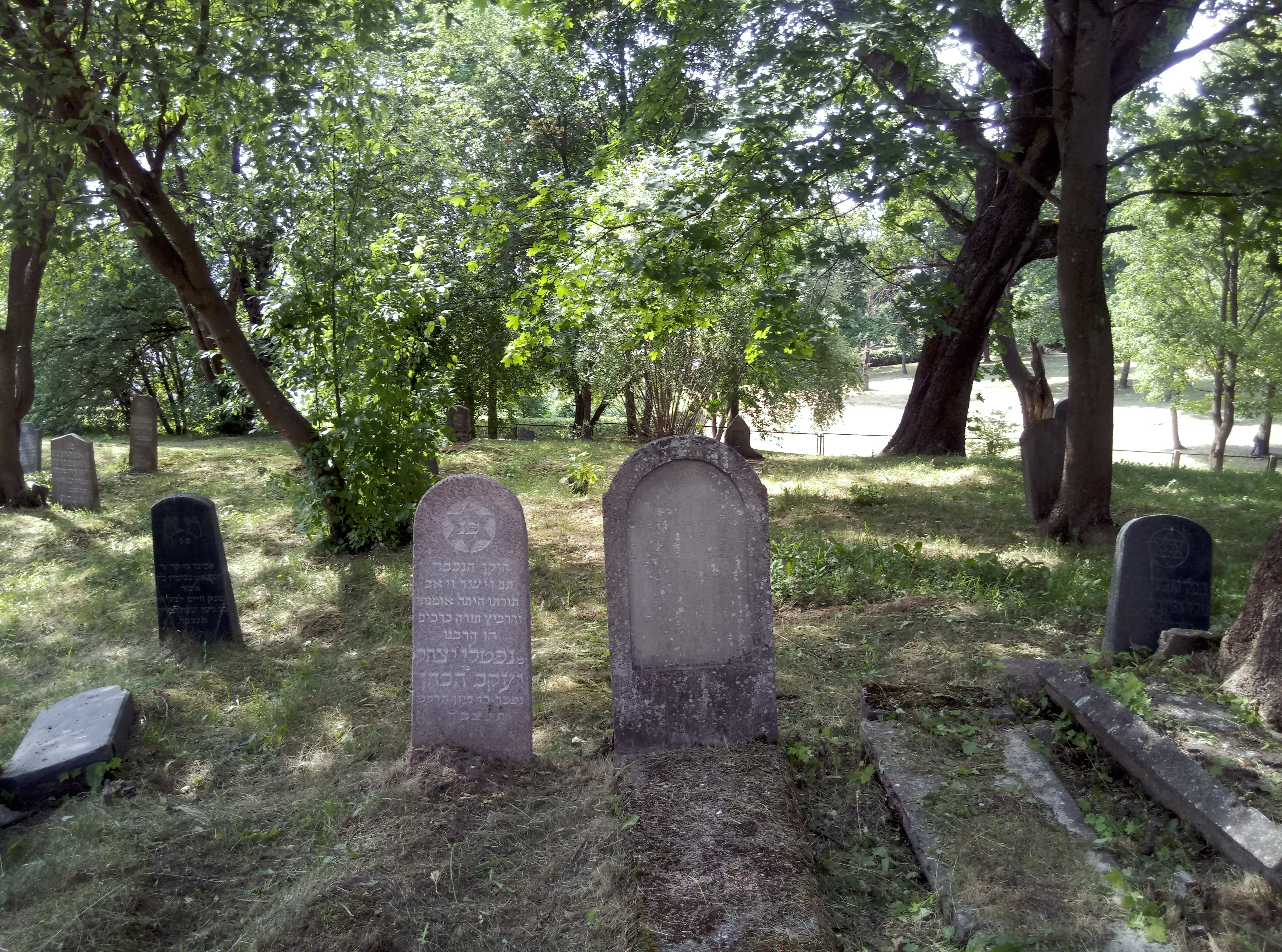
Jüdischer Friedhof Telšiai (2018)

Der jüdische Friedhof Telšiai liegt in Telšiai (deutsch Telsche(n) oder Telschi), einer Stadt in der Rajongemeinde Telšiai im Bezirk Telšiai im Nordwesten Litauens. Auf dem Friedhof sind zahlreiche Grabsteine erhalten.